# Funariales
Die Funariales sind eine Ordnung akrokarper Laubmoose und die einzige Ordnung der Unterklasse Funariidae. Sie umfasst zwei Familien mit rund 250 Arten und ist weltweit vertreten, alle Vertreter wachsen terrestrisch.

## Merkmale
Die Moose sind in der Regel sehr klein bis mittelgroß und wachsen einjährig oder in kleinen Kissen auf der Erde. Sie sind akrokarp und haben meist große Zentralstränge. Die Laubblätter sind eiförmig bis lanzettlich. Die Laminazellen sind locker und glatt und rechteckig bis sechseckig. Die Seta ist meist langgestreckt, grade oder auch gebogen. Die eiförmigen bis elliptischen Kapseln sind eingesunken bis vorgestreckt, aufrecht oder gebogen, symmetrisch bis stark asymmetrisch. Die Sporen sind von variabler Form, die Kalyptra ist groß, typischerweise gelappt und kappen- oder mitraförmig.

## Vorkommen
Die weltweit vorkommenden Funariales wachsen vorwiegend an nährstoffreichen Standorten, stets aber terrestrisch.

## Systematik
Die Ordnung der Funariales wird in zwei Familien aufgegliedert:
- Funariaceae
- Disceliaceae, 1 Art, zirkumboreal, auf Lehmböden
  - Nacktes Zweischenkelmoos (Discelium nudum)

Arten der Funariales können, teils auch über Gattungsgrenzen hinweg, miteinander hybridisieren.

## Nachweise
1. 1 2 3 4  Wolfgang Frey, Michael Stech, Eberhard Fischer: Bryophytes and Seedless Vascular Plants (= Syllabus of Plant Families. 3). 13th edition. Bornträger, Stuttgart 2009, ISBN 978-3-443-01063-8, S. 150–153.